# Мохов, Михаил Андреевич
Михаил Андреевич Мохов (1819 — 28 июня (11 июля) 1903) — русский художник, академик Императорской Академии художеств.

## Биография
Родился в городе Касимов Тверской губернии в семье мещан. Учился в Московском художественном классе (1837—1842). Вольноприходящий учащийся Императорской Академии художеств, класс К. П. Брюллова. Во время обучения получил награды Академии художеств: малые серебряные медали (1842) за картон «Пасха», (1843) за живопись с натуры. В 1847 году был удостоен звания неклассного художника. Получил звание «назначенного в академики» (1852). Присвоено звание академика (1858) за портрет с натуры.
С начала 1870-х годов он являлся членом Общества взаимного вспомоществования русских художников: член Ревизионной комиссии (1877—1878), член комитета Общества (с 1880), специалист-эксперт комитета (1886, 1888, 1889), председатель Общества (1887).
Похоронен на Смоленском православном кладбище.
В Государственном Русском музее находятся его работы «Портрет молодой женщины с девочкой» (1842) и «Портрет неизвестной в голубом платье» (1858); в Государственной Третьяковской галерее — картина «Пасха» (1842).

Работы М. А. Мохова
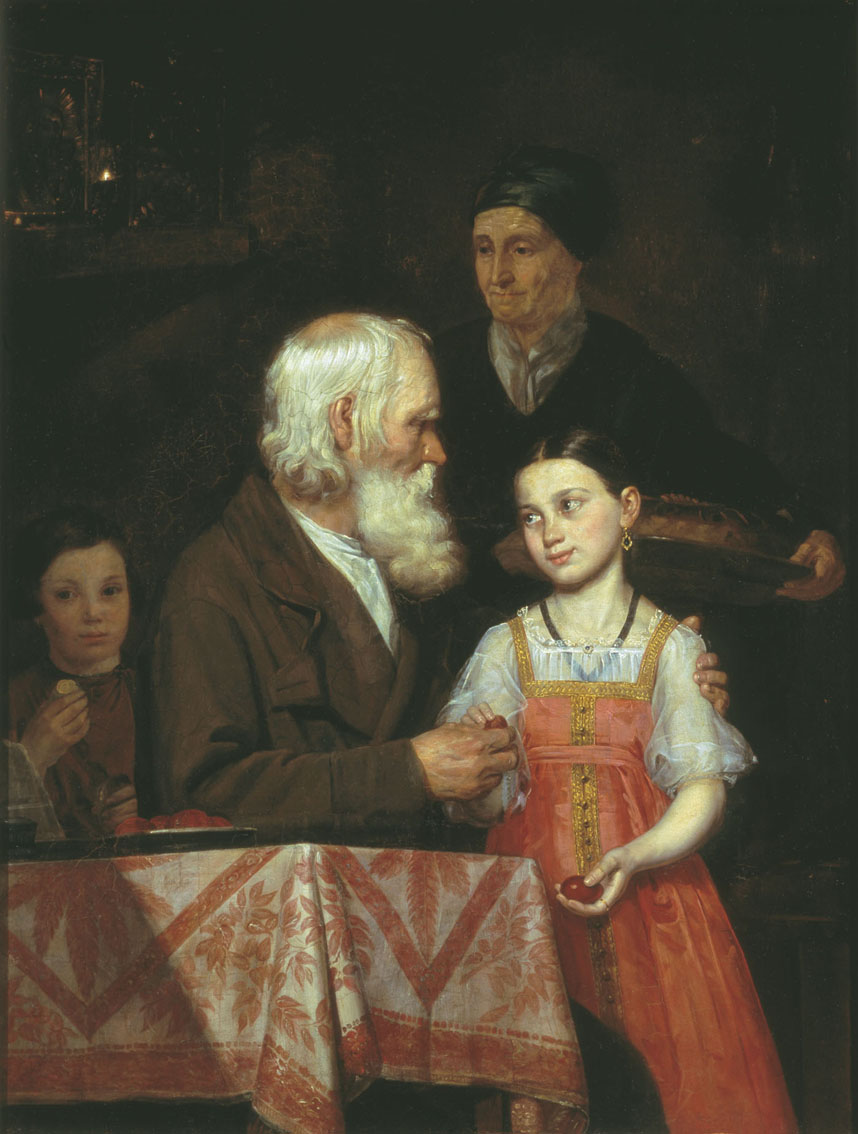
Пасха (1842)
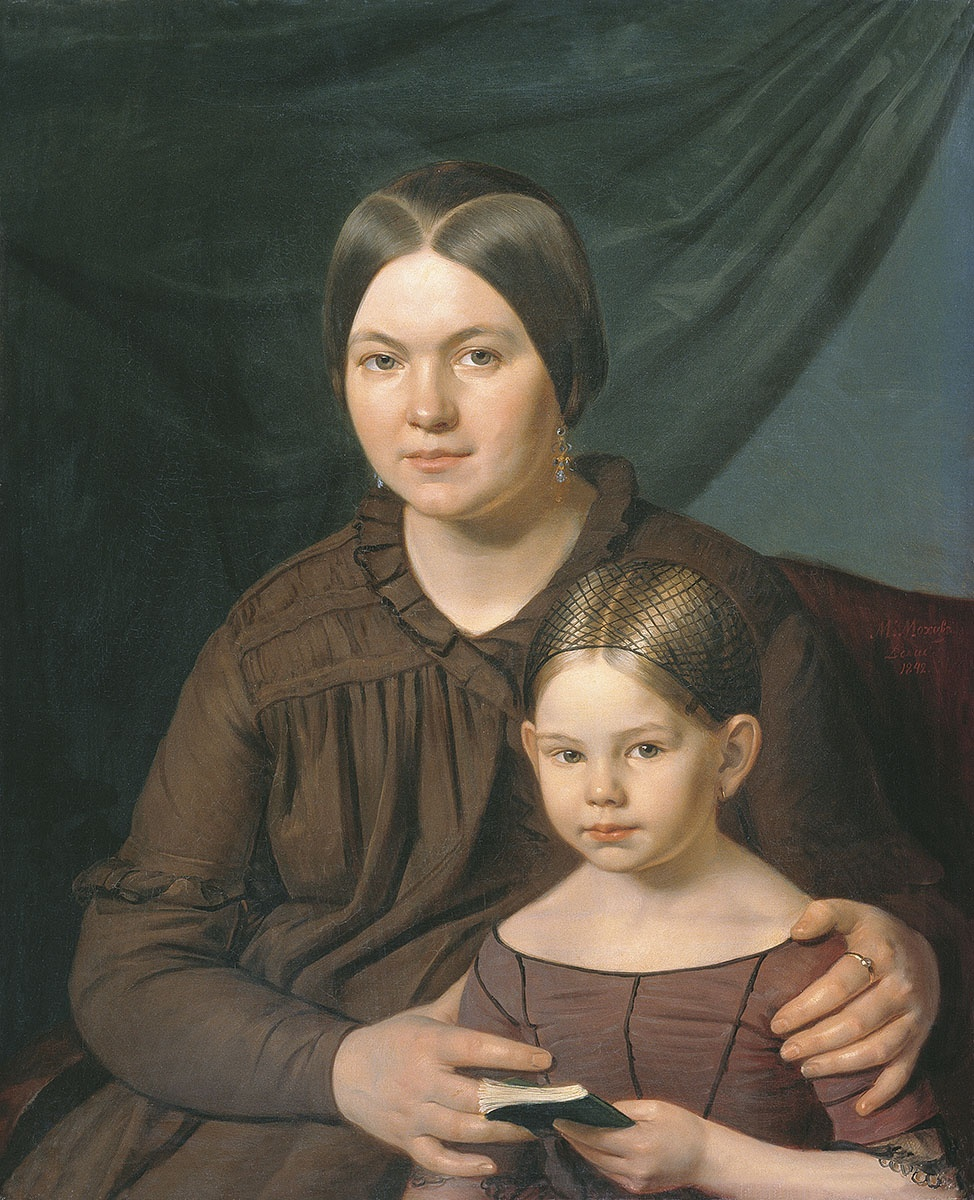
Портрет молодой женщины с девочкой (1842)
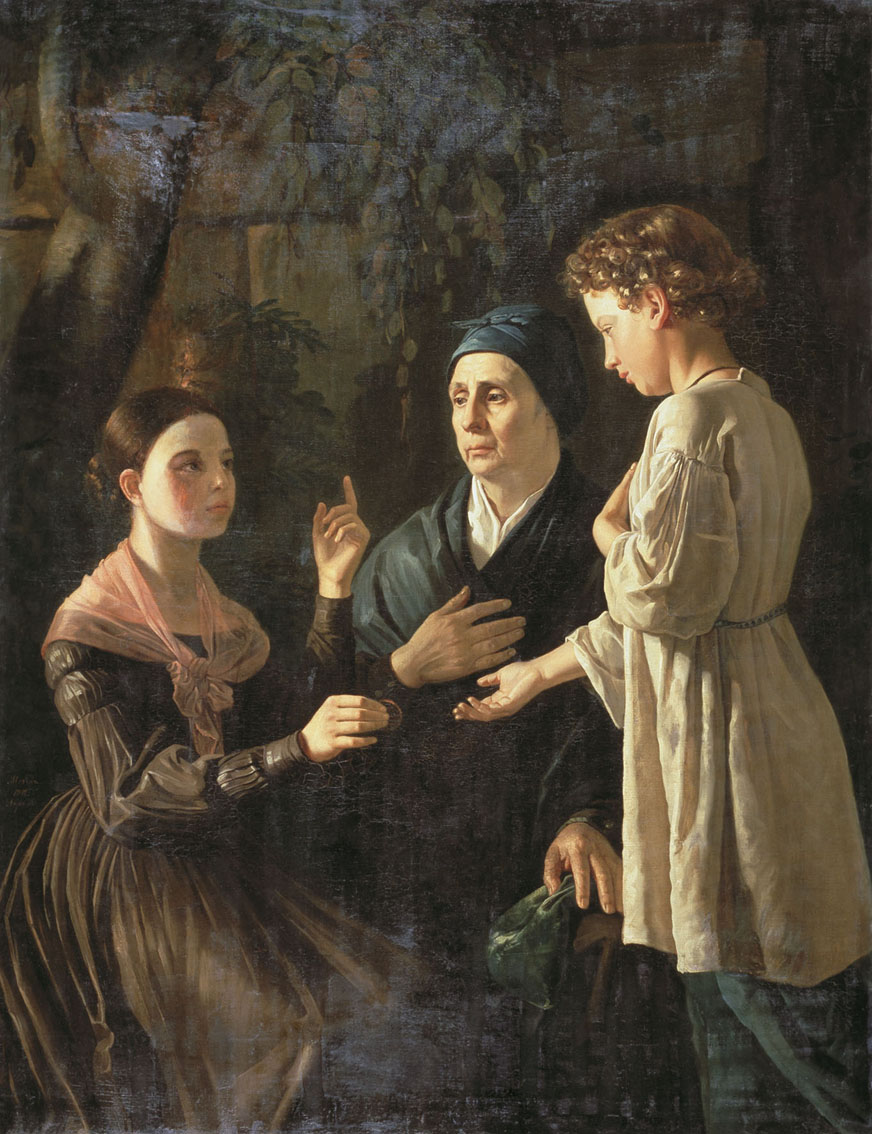
Подача милостыни (1842)
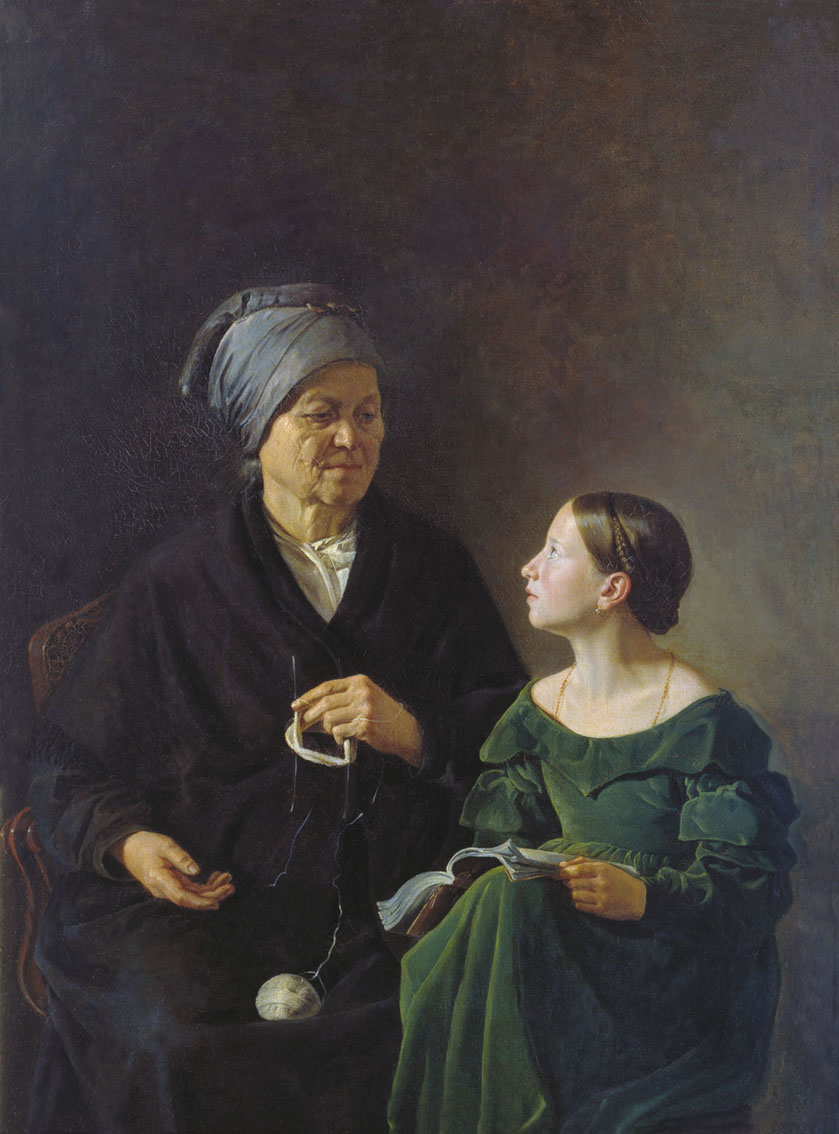
Бабушка и внучка (1840-е)